# Loretta Harrop
Loretta Harrop (Brisbane, 17 de julio de 1975) es una deportista australiana que compitió en triatlón. 
Participó en los Juegos Olímpicos de Atenas 2004, obteniendo la medalla de plata en la prueba femenina individual. Ganó dos medallas en el Campeonato Mundial de Triatlón, oro en 1999 y plata en 2004.

## Palmarés internacional
| Juegos Olímpicos   | Juegos Olímpicos   | Juegos Olímpicos | Juegos Olímpicos |
| Año                | Lugar              | Medalla          | Prueba           |
| ------------------ | ------------------ | ---------------- | ---------------- |
| 2004               | Atenas (Grecia)    | Medalla de plata | Individual       |
| Campeonato Mundial |                    |                  |                  |
| Año                | Lugar              | Medalla          | Prueba           |
| 1999               | Montreal (Canadá)  | Medalla de oro   | Individual       |
| 2004               | Funchal (Portugal) | Medalla de plata | Individual       |